# Tiwali Minsk
Tiwali Minsk (russisch Тивали Минск) war ein belarussischer Eishockeyklub aus Minsk, der von 1956 bis 2001 existierte. 

## Geschichte
In der Saison 1949/50 nahm mit Spartak Minsk erstmals ein Eishockeyclub aus Minsk am Spielbetrieb der Klass A, der höchsten sowjetischen Spielklasse, teil. Zunächst war die Mannschaft jedoch wenig erfolgreich und verlor in ihrer Premierenspielzeit alle zehn Saisonspiele. Damit belegte sie sowohl in der Vorrundengruppe A, als auch der Platzierungsrunde um Platz sieben den letzten Tabellenplatz. Auch in der folgenden Spielzeit belegte Spartak sowohl den letzten Platz in seiner Hauptrundengruppe sowie der Platzierungsrunde um Platz sieben. Wie im Vorjahr verlor Spartak alle Saisonspiele. In der Saison 1952/53 konnte Spartak zwar seine ersten Erfolge in der Liga erzielen, musste aufgrund einer Ligenverkleinerung jedoch den Abstieg hinnehmen. Anschließend wurde der Verein aufgelöst.
Weitere Vereine aus Minsk, die in den unteren Spielklassen der Sowjetunion vertreten waren, sind Torpedo Minsk (1946–1956), Burewestnik Minsk (1956–1958), Krasnoje Snamja Minsk (1958–1964), Trud Minsk (1964–1965) und Wympel Minsk (1965–1966).
1965 wurde mit Torpedo ein neuer Verein in Minsk gegründet. Ein Jahr nach der Gründung schaffte Torpedo den Aufstieg in die höchste Spielklasse, belegte jedoch mit 18 Punkten den letzten Platz der Hauptrunde und scheiterte in der Relegation aufgrund des schlechteren Torverhältnisses hinter Metallurg Nowokusnezk am Klassenerhalt. In der Saison 1969/70 wurde Torpedo Zweitligameister und scheiterte in der Relegation mit zwei Niederlagen in zwei Spielen an Sibir Nowosibirsk. Nach längerer Unterbrechung nahm Minsk in der Saison 1980/81 wieder am Spielbetrieb der höchsten sowjetischen Spielklasse, die in der Zwischenzeit unter dem Namen Wysschaja Liga ausgetragen wurde, teil. Sowohl in der Hauptrunde, als auch der Abstiegsrunde belegte Minsk den letzten Platz und konnten den direkten Wiederabstieg nicht vermeiden. Von 1988 bis 1990 konnte sich Minsk vorübergehend in der Wysschaja Liga etablieren.
Nach Auflösung der Sowjetunion und der Etablierung einer eigenständigen belarussischen Meisterschaft, der Extraliga, wurde der Klub unter dem Namen Tiwali Minsk eine der erfolgreichsten Mannschaften von Belarus. So konnte er 1993, 1994 und 1995 die ersten drei Ausgaben der Extraliga gewinnen. Nach zwei Vizemeisterschaften 1996 und 1997, konnte Tiwali Minsk 2000 seine vierte und letzte nationale Meisterschaft gewinnen. Einzig der HK Junost Minsk hat mit fünf Meistertiteln mehr nationale Titel gewonnen. Von 1992 bis 1996 nahm der Verein parallel zur belarussischen Meisterschaft am Spielbetrieb der neuen Internationalen Hockey-Liga teil. Nachdem die nicht-russischen Mannschaften nicht mehr an deren Nachfolgeliga, der Superliga, teilnehmen durften, schloss sich Tiwali Minsk der East European Hockey League an, in der es von 1996 bis 2000 parallel zur Extraliga antrat, jedoch keine nennenswerten Erfolge erzielen konnte. 
Im Anschluss an die Saison 2000/01 musste der Klub aus finanziellen Gründen aufgelöst werden. Die Tradition von Tiwali Minsk wird seit 2004 vom mittlerweile in der Kontinentalen Hockey-Liga spielenden HK Dinamo Minsk fortgesetzt.

## Spielstätte
Der Sportpalast Minsk, der nach dreijähriger Bauzeit 1966 eröffnet wurde, war das Heimstadtion des Vereins bis zu dessen finanziell bedingter Auflösung.

## Erfolge
- Belarussischer Meister: 1993, 1994, 1995, 2000
- Belarussischer Vizemeister: 1996, 1997